# ايكا
العميلة ايكا (باليابانية: アイカ) أوفا أنمي ياباني من إنتاج استوديو فانتازيا واخراج كاتسوهيكو نيشيجيما. صدر الأنمي في اليابان بين 1997–1999. الانمي مشهور بكثره مشاهد الفانسرفس وخاصة اللقطات التي يظهر بها اللباس الداخلي لعدد من الشخصيات الانثوية.

## القصة
بعد 20 عام من حدوث زلزال كارثي في توكيو وباقي الكرة الارضية، غرقت المدينة في المحيط بسبب انخساف الأرض. ايكا سوميراغي عاملة إنقاذ تخرج القطع الاثرية المغمورة في المدن الغارقة، تعمل في شركة صغيرة يملكها غوزو ايدا، وتأخذ مهمام خطرة للغاية. في القصة الأولى ايكا وابنه غوزو ريون تبحث عن مواد تدعى لاغو. ولكنها تقع بيد رودلف هاغين رجل مخنث يريد استخدام الاغو لاعادة تأهيل الارض، وتدمر سكانها واستبدالهم بجيش من الفتيات اليافعات يدعى ديلمو الذي سيحمل ذريته. 

## الشخصيات
- ايكا سوميراغي (باليابانية: 皇 藍華)

مؤدية الصوت: ريه ساكما.
- ريون ايدا (باليابانية: 相田 りおん)

مؤدية الصوت: هيروكو كونيشي.
- غوزو ايدا (باليابانية: 相田 郷造)

مؤدي الصوت: أكيو أوتسوكا.
- غوستو توربولينسي (باليابانية: ガスト・タービュランス)

مؤدي الصوت: جوروتا كوسوغي.